# 서도항
서도항은 전라남도 여수시 삼산면 서도리 서도마을에 위치한 어항이다. 1972년 3월 7일 지방어항으로 지정하여 관리하고 있다. 시설관리자는 여수시장이다.

## 어항 구역
본 항의 어항구역은 다음과 같다.
- 수역: 삼산면 서도리 돌멩이 끝에서 정남측 400m지점 남서측 300지점과 연결한 선내수역

## 어항 시설
- 계류시설 190m, 외곽시설 72m

## 기본 계획
- 계류시설 190m, 외곽시설 252m[1]

## 정비 계획
- 외곽시설 180m[2]

## 주요 어종
- 감성돔, 볼락, 노래미

## 같이 보기
- 대한민국의 어항 목록